# Harry Notenboom

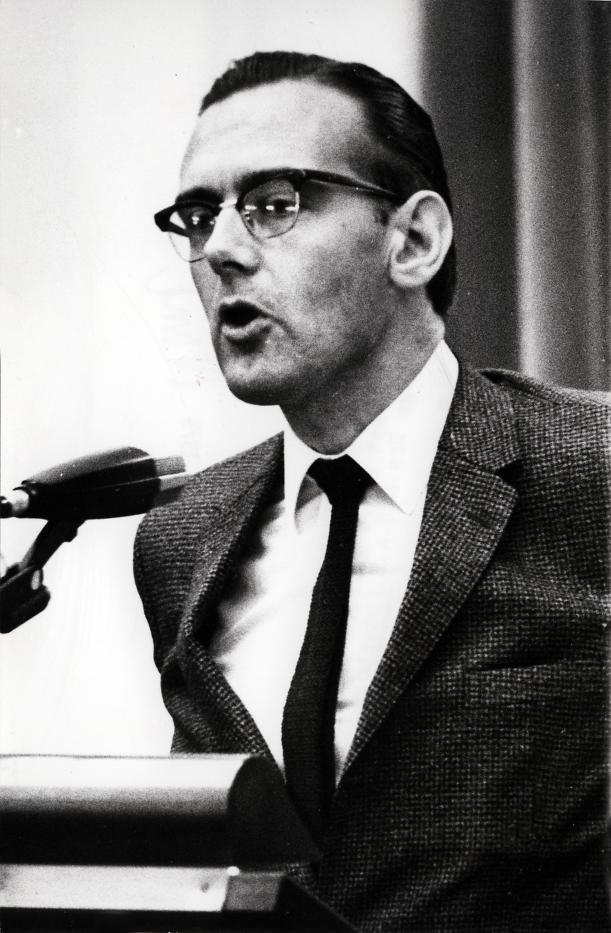
Harry Notenboom (1968)

Henricus Antonius Cornelis Marie „Harry“ Notenboom (* 31. August 1926 in Roosendaal; † 9. August 2023) war ein niederländischer Politiker (KVP, CDA).
Notenboom legte an einem Gymnasium das Abitur ab und studierte Wirtschaft an der Universität Tilburg. Er arbeitete als Sekretär beim Niederländischen Römisch-Katholischen Mittelstandsbund und als Direktor des Katholischen Limburgischen Mittelstandsbundes in Venlo.
Von 1963 bis 1979 gehörte er der Zweiten Kammer der Generalstaaten, von 1971 bis 1984 dem Europäischen Parlament an. Danach arbeitete er von 1991 bis 1994 als Hochschullehrer an der Technischen Universität Eindhoven.
Im August 2023 starb Notenboom im Alter von 96 Jahren.